# Himantoglossum galilaeum
Himantoglossum galilaeum är en orkidéart som beskrevs av Shifman. Himantoglossum galilaeum ingår i släktet Himantoglossum och familjen orkidéer.
Artens utbredningsområde är Israel. Inga underarter finns listade i Catalogue of Life.